# Джилы-Су

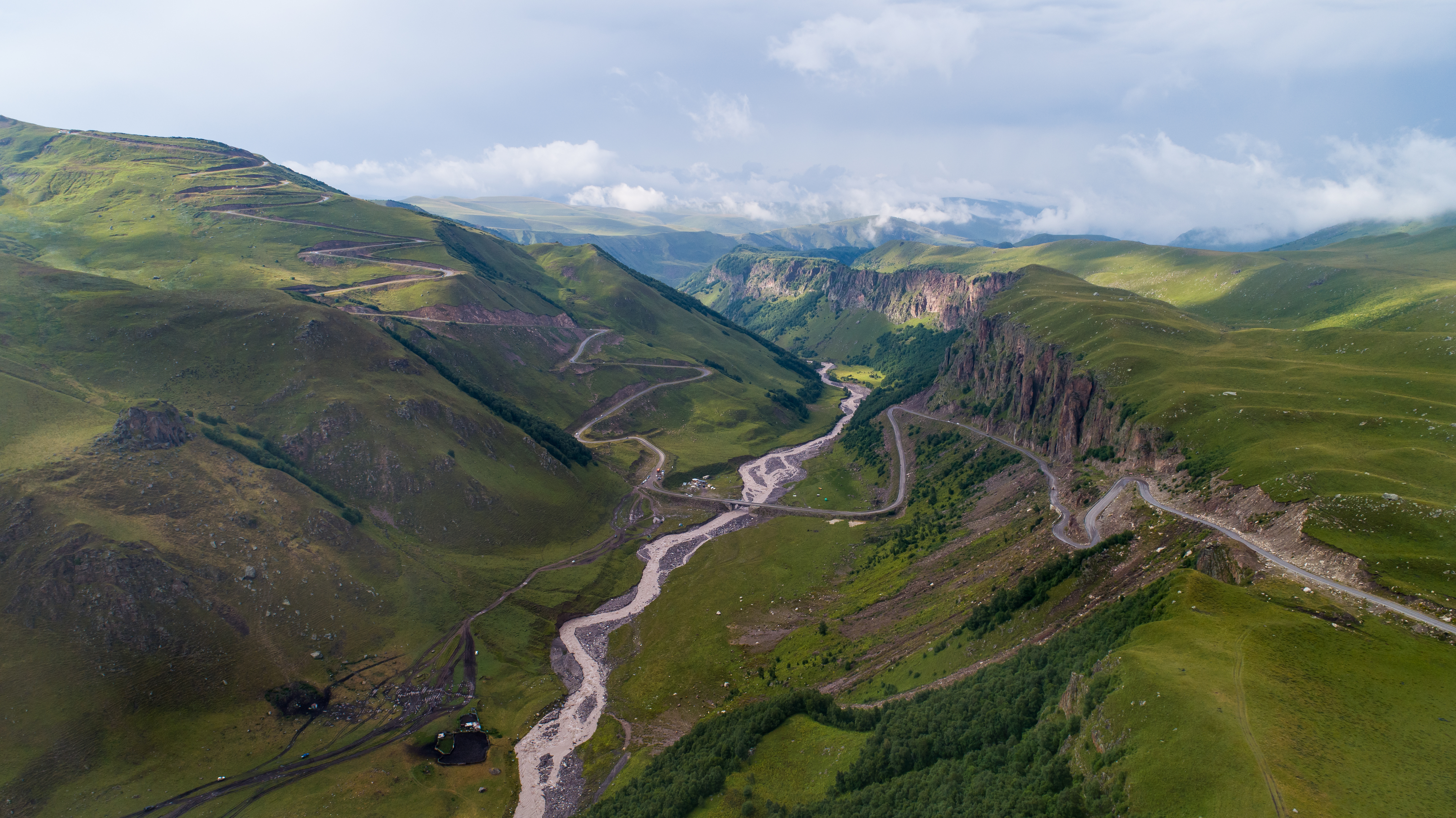
Асфальтированная дорога в урочище Джилы-Су, мост через р.Малка

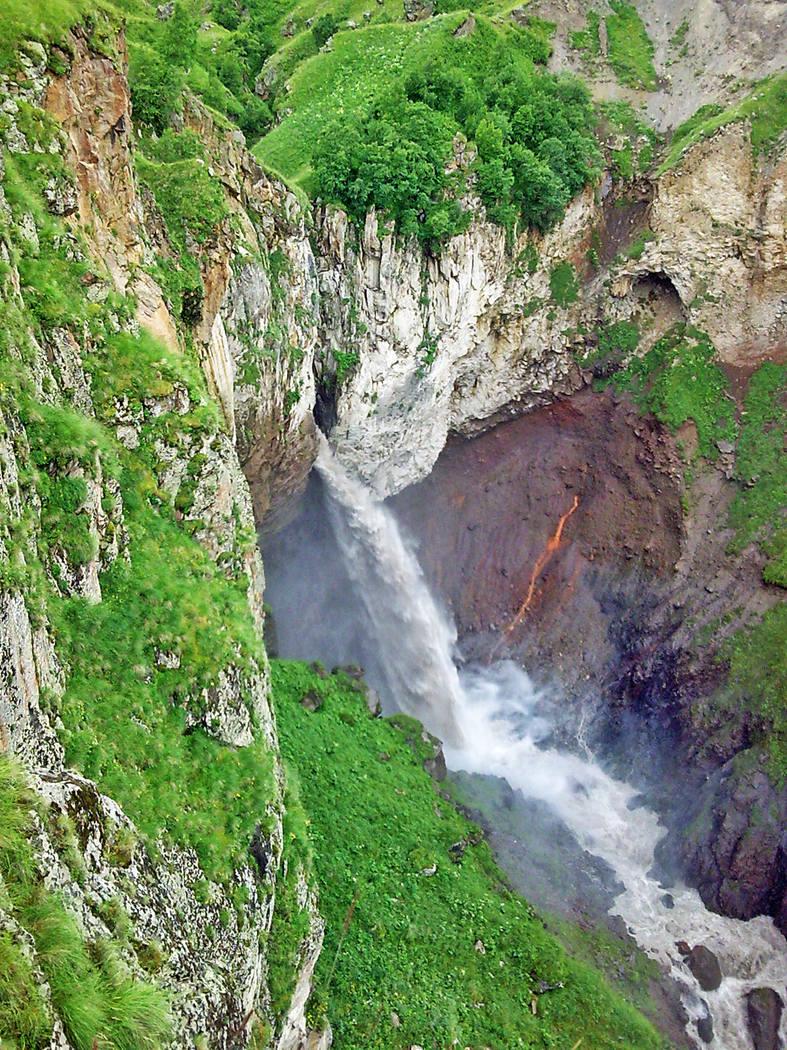
Водопад Кызылкол-су

Урочище Джилы-Су (карач.-балк. Жылы Суу, кабард.-черк. Псыхущхъуэ) — это курортная местность в Кабардино-Балкарии в Зольском районе на северной стороне Эльбруса с большим количеством термальных источников и водопадов. Чуть выше тёплых источников, вверх по реке Кызыл-Кол, расположен самый крупный (40 м) водопад урочища Джилы-су — водопад Сылтран-су (Султан-су).

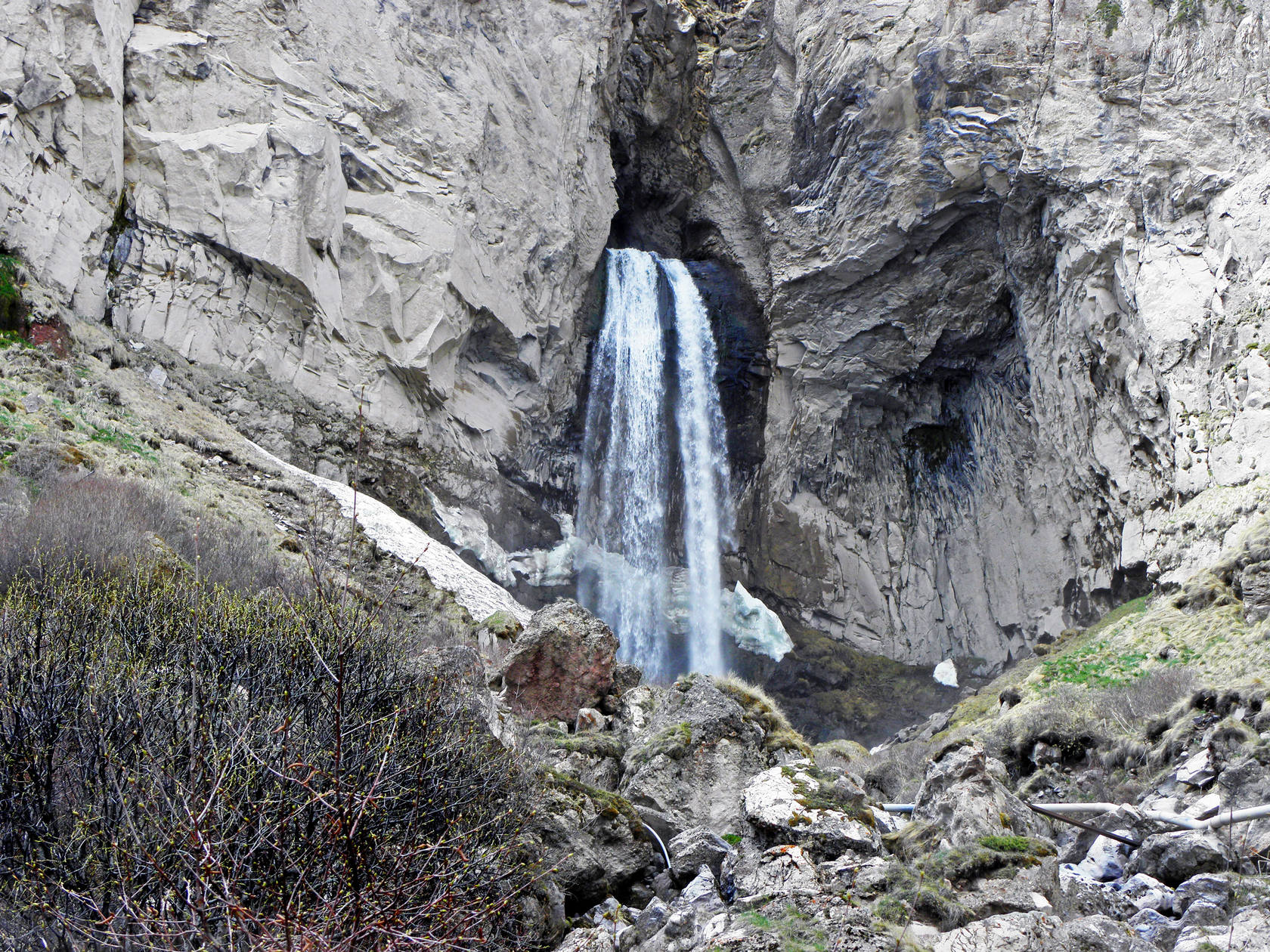
Водопад Сылтран-су (Султан-су)

Есть в урочище и другие водопады — Кызылкол-су, Каракая-су (Тузлук Шапа) и Гитче Чучхур (Эмир).

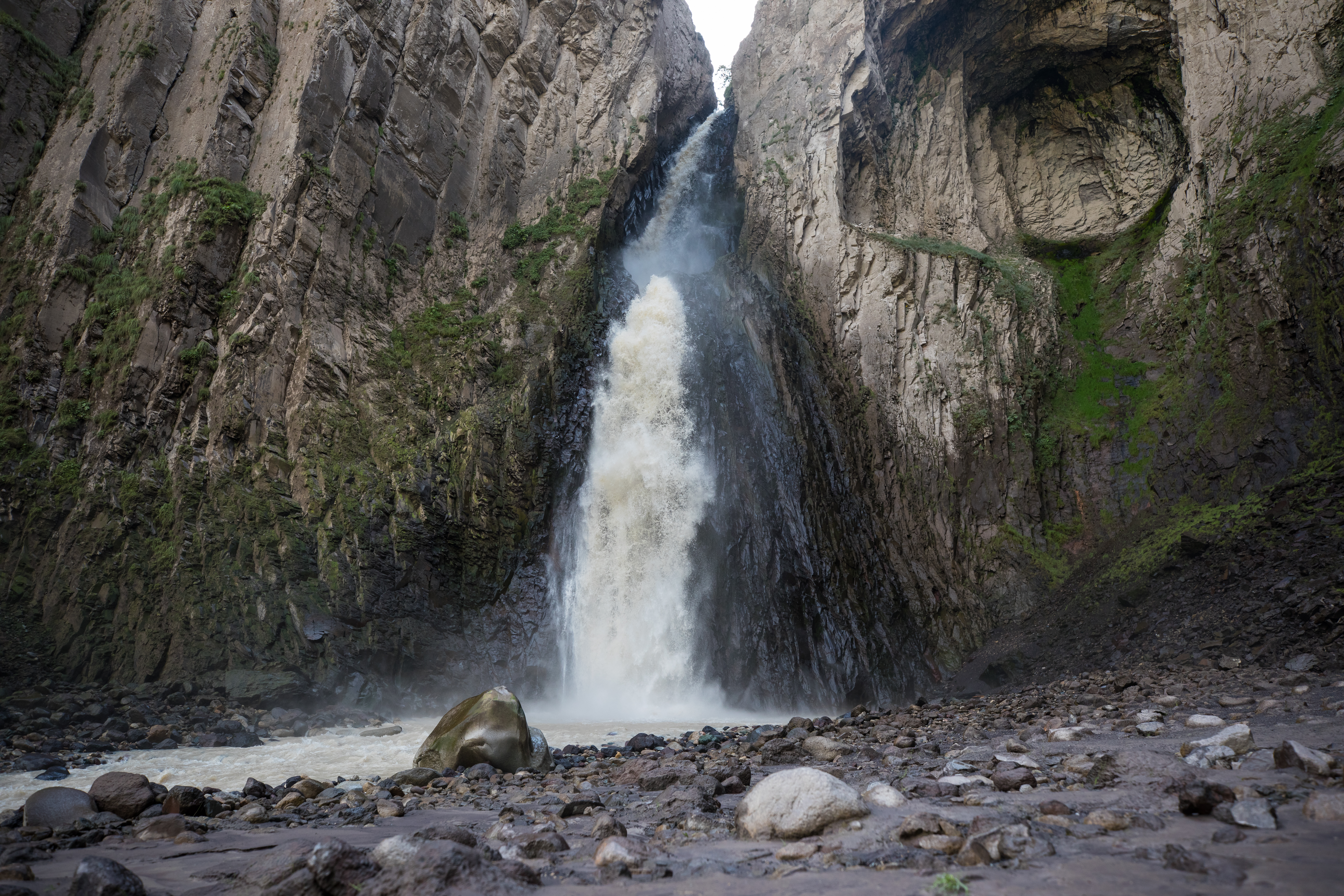
Водопад Каракая-су

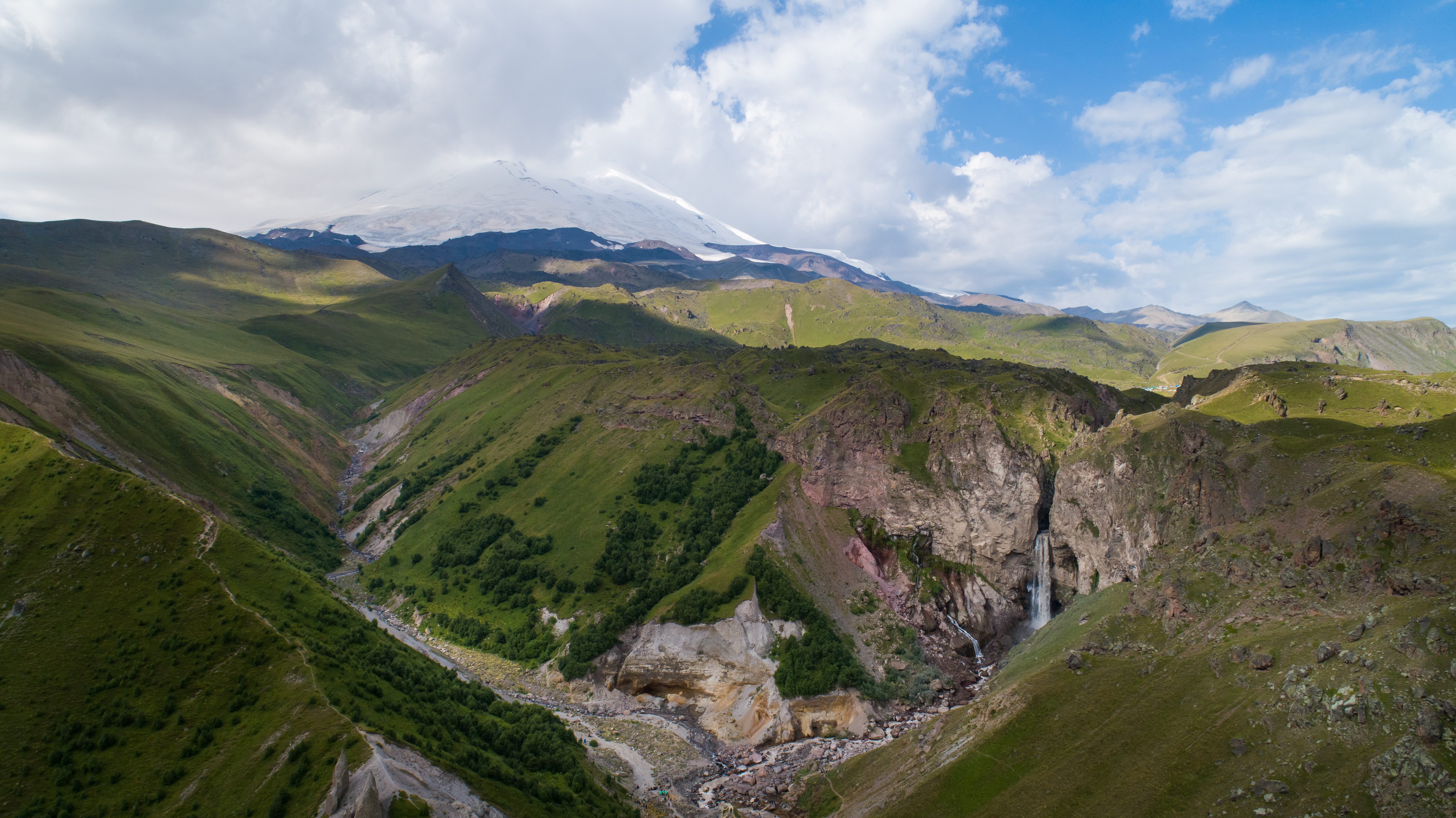
Водопад Кызылкол-су на фоне г.Эльбрус

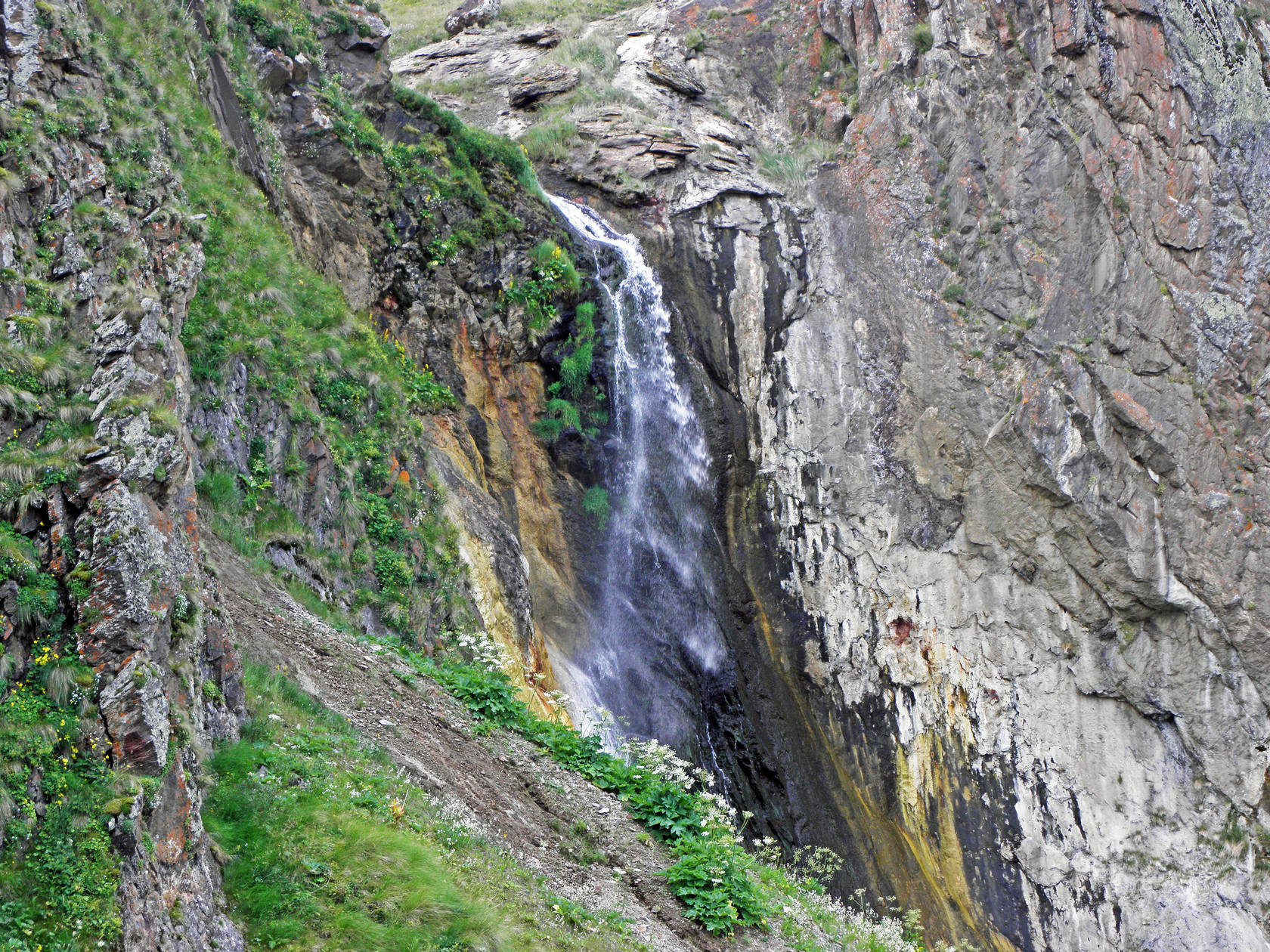
Водопад Гитче Чучхур (Эмир)

## Этимология
Жылы-Суу с карачаево-балкарского языка переводится как «тёплая вода». С кабардино-черкесского Псыхущхъуэ переводится как «целебная вода»(от псы - «вода» , и хущхъуэ - «лекарство»)